# Eőry István
Eőry István (Környe, 1932. október 23. – Kisoroszi, 2023. augusztus 17.) magyar testnevelő tanár, torna szakedző, fogathajtó, lovasedző.

## Élete
Édesapja az ország egyik legjobb lovasa volt, és kiváló lótenyésztő. A fasori Evangélikus Gimnáziumba és a Budapesti Pedagógiai Főiskola Testnevelés Szakára járt. Három gyermeke született.
Tanszékvezetője volt a Kereskedelmi, Vendéglátóipari és Idegenforgalmi Főiskolának.

## Sportpályafutása
Tornasportban Budapest bajnok volt. 
Lovassportban többszörös magyar bajnok fogathajtó, sokszoros Derby győztes, az 1994-es Windsor-i bajnokságon 10. helyezést ért el az akkori legerősebb nemzetközi mezőnyben.

## Szakmai munkája
Az 1960-as években az élsportban (torna) folytatott olimpiai szintű sikeres edzői tevékenységet. 
Később a tömegsport felé fordult, 1974-ben megalapította és vezette az Orvosi Egyetem Sportklubja (OSC) tömegsport szakosztályát. 
Saját tapasztalatai, valamint az írott és íratlan szabályok alapján írta meg Az egyes fogat és hajtása című könyvet, nagy segítséget nyújtva ezzel a kezdő és a már gyakorlott hajtóknak is.

## Edzői tevékenysége
1960–1974 között a Magyar Női Tornász Válogatott  edzője és a Budapesti Spartacus Női Torna Szakosztály vezetőedzője volt. Két olimpián vett részt, mint edző, az 1964-es tokiói és az 1968-as mexikói olimpián. A tornasportban a legsikeresebb tanítványai voltak Bánfai Ágnes, aki olimpiai V. helyezett (1968. Mexikó), világbajnoki bronzérmes (1974. Várna) és Matulai Zsuzsa világbajnoki (1974. Várna) bronzérmes, sokszoros mesterfokú- és magyar bajnok tornászok voltak. 
Tanítványai 14 magyar bajnoki címet, 2 Európa-bajnoki, 5 világbajnoki, 4 olimpiai helyezést értek el.

Az Orvosegyetem SC (OSC) Tömegsport Szakosztályát megalapította 1974-ben. Gyermekeknek tanított gyógyúszást.

## Díjai és elismerései
- Magyar Sportért érdemrend